# Спасоје Драговић
Спасоје Драговић (Војковићи, код Колашина, 10. мај 1919 — Крчино брдо, код Фоче, 6. април 1943), студент права, учесник Народноослободилачка борба и народни херој Југославије.

## Биографија
Рођен 10. маја 1919. године у селу Војковићи, код Колашина. Основну школу је завршио у суседном селу Блатини, а гимназију у Колашину, Беранама и Пећи. Године 1938. је уписао Правни факултет у Београду, али је исте године упућен на одслужење војног рока.
Војни рок је одслужио у Марибору, у Школи резервних официра, где је постао резервни потпоручник. После одслужене војске наставио је студије. За време студија, активно се укључио у рад студентског револуционарног покрета и учествовао у многим акцијама. Године 1938. постао је члан Комунистичке партије Југославије (КПЈ).
После Априлског рата и окупације Краљевине Југославије, вратио се у родни крај и активно учествовао у организовању устанка у Колашину и околини. У данима Тринаестојулског устнака народа Црне Горе учествовао је у нападу на Колашин и Бијело Поље.
Као командир чете у Ловћенском батаљону, учествовао је у нападу на Пљевља, 1. децембра 1941. године. Крајем децембра, исте године, са осталим борцима Ловћенског батаљона укључен је у састав тада основане Прве пролетерске ударне бригаде.
Почетком 1942. године учествује у борбама бригаде у источној Босни: код Међеђе, Рогатице, Вареша, на планини Звијезди и др. Учесник је Игманског марша, у јануару и борби са Италијанима на Улогу, у мају 1942. године.
Током маја и јуна 1942. године са Првим ловћенским батаљоном Прве пролетерске бригаде учествује у борбама против четника Павла Ђуришића у Црној Гори, а потом у походу пролеетрских бригада у Босанску крајину. Посебно се истакао у борбама: код Коњица, Бугојна, Дувна, и Ливна.
Током лета 1942. године именован је за политичког комесара чете у Првом ловћенском батаљону. Током исте године учествовао је у борбама за Кључ и Јајце, а почетком 1943. године у борбама на Иван планини, Чичеву и Главатичеву.
Приликом прелаза бораца Прве пролетерске бригаде преко Дрине, у ноћи 5/6. април, Спасоје се међу првима пребацио преко реке и са групом борца формирао мостобран. Погинуо је сутрадан, 6. априла 1943. године, у борбама с четницима, на Крчином брду, код Фоче.
Указом председника Федеративне Народне Републике Југославије Јосипа Броза Тита, 10. јула 1953. године проглашен је за народног хероја Југославије.